# Francisco Fajardo (conquistador)
Pour les articles homonymes, voir Fajardo.
Francisco Fajardo, né sur l'île Margarita en Nueva Esparta (auj. au Venezuela) vers 1524 et mort à Cumaná (Sucre) en 1564, est un conquistador espagnol mestizo.

## Biographie
Mestizo, Fajardo est le fils d'un lieutenant espagnol du même nom, et d'Isabel, une indigène Waikerí. De 1555 à 1557, il effectue plusieurs expéditions depuis l'île de Margarita pour conquérir la tribu Caracas autour des vallées de l'actuelle ville de Caracas, avant même que celle-ci ne soit officiellement fondée par le conquérant Diego de Losada. En tant que métis, il peut se fondre physiquement et culturellement dans les tribus indigènes de la côte. Après avoir assassiné un cacique local, il revient vers Margarita en 1558.
Il retourne sur le continent en 1560, devenant lieutenant général de Valencia, au Venezuela, avant de retourner à Margarita pour la défendre contre Lope de Aguirre. Lors d'une nouvelle expédition sur le continent, il découvre une mine d'or sur le territoire des Teques, dans la région de Caracas, près de l'actuelle ville de Los Teques. Les premières tentatives de colonisation doivent être abandonnées en 1562 lorsqu'un soulèvement mené par le cacique Guaicaipuro force Fajardo à se retirer de nouveau à Margarita. Une expédition de Luys de Narváez pour aider Fajardo est décimée.
Après être parti pour une nouvelle expédition de Margarita en 1564, il est arrêté pour insurrection, et exécuté à Cumaná par le juge espagnol Alonso Cobos après un simulacre de procès. Cobos est arrêté à son tour à Cumana par des proches de Fajardo et, après un procès à Margarita, est lui aussi exécuté pour le meurtre du conquistador.

## Hommages et critiques
La ville de Francisco Fajardo porte son nom au Venezuela, de même que l'autoroute principale de Caracas, la capitale du pays.
En 2020, lors de la célébration du 528e anniversaire de la « Résistance indigène », anciennement « Jour de la Race » commémorant le début de la colonisation espagnole de l'Amérique, le président vénézuélien Nicolas Maduro déclare initier un processus de décolonisation d'espaces publics « portant le nom de colonisateurs, conquérants et génocidaires ». À cette occasion, il annonce que l'autoroute Francisco Fajardo portera désormais le nom de « Grand cacique Guaicaipuro », du nom d'un résistant amérindien à la colonisation.